# Parlez-moi d'amour
«Parlez-moi d'amour» es una canción francesa de 1924 con letra y música de Jean Lenoir. Fue popularizada por Lucienne Boyer.  

## Otros intérpretes
| - Isabelle Aubret - Jacqueline Boyer - Patrick Bruel - Petula Clark - Dalida - Sacha Distel - Juliette Gréco - Carlos Gardel | - Marie Laforêt - Michel Legrand - Mireille Mathieu - Paul Mauriat - Nana Mouskouri - Patachou - Franck Pourcel - Serge Reggiani | - Linda Ronstadt - Tino Rossi - Caterina Valente - Ray Ventura - Wallace Collection - Milva |

- Datos: Q1093692